# Cantone di Nozeroy
Il Cantone di Nozeroy era una divisione amministrativa dell'arrondissement di Lons-le-Saunier.
A seguito della riforma approvata con decreto del 17 febbraio 2014, che ha avuto attuazione dopo le elezioni dipartimentali del 2015, è stato soppresso.

## Composizione
Comprendeva i comuni di:
- Arsure-Arsurette
- Bief-du-Fourg
- Billecul
- Censeau
- Cerniébaud
- Charency
- Communailles-en-Montagne
- Conte
- Cuvier
- Doye
- Esserval-Combe
- Esserval-Tartre
- La Favière
- Fraroz
- Gillois
- La Latette
- Longcochon
- Mièges
- Mignovillard
- Molpré
- Mournans-Charbonny
- Nozeroy
- Onglières
- Plénise
- Plénisette
- Rix-Trébief